# Ehrenfeld Nándor
Ehrenfeld Nándor (Ferdinand Ehrenfeld; Alsóbodok, 1887. január 14. – 1940 után) mérnök, író.

## Élete
Szülei Ehrenfeld Eduárd kalászi gazda és Adler Sarlotte (Janka) voltak.
A Nyitrai Piarista Gimnáziumban végzett, majd a budapesti Műszaki Egyetemen szerzett diplomát. 1914-ben földmérői jogosítványt kapott, és a nagysallói tagosítást végezte mint földmérő. 1915. december 1-étől népfölkelő hadapród lett a császári és királyi 5. árkászzászlóalj pótszázadában (nyitrai 14-es népfölkelő parancsnokság nyilvántartásából). 1918 novemberében már népfölkelő főhadnagy lett.
Nagysallón élt, s Léván működött mint mérnök.
Tagja volt a mérnöki kamarának és több kulturális és szociális egyesületnek. A Királyi Magyar Természettudományi Társulat tagjául Dudich Endre ajánlotta.
1940-ben igazolóbizottsági eljárás alá vonták. 1940-ben elismerték a párkányi 18-asokhoz tartozó tartalékos főhadnagyi viszonyát.

## Művei
Irodalmi és színházi műveket, cikkeket és verseket írt irodalmi lapokba.
- Az akácfa ezüstfürtös virága (népszínmű)[10]
- A keresztrejtvény